# Odontotrypes taurus
Odontotrypes taurus es una especie de coleóptero de la familia Geotrupidae.

## Distribución geográfica
Habita en Gansu y Sichuan en la (China).